# Arilammina N-acetiltransferasi
La arilammina N-acetiltransferasi è un enzima appartenente alla classe delle transferasi, che catalizza la seguente reazione:
acetil-CoA + una arilammina ⇄ CoA + una N-acetilarilammina
L'enzima ha un'ampia specificità per le ammine aromatiche, tra cui la serotonina; inoltre catalizza il trasferimento acetilico tra arilammine senza CoA.
È la principale responsabile del catabolismo dell'isoniazide, principale farmaco antitubercolare.